# Vincenzo Cinque
Vincenzo Cinque, född 1852 i Neapel, död 1929 i Neapel, var en italiensk skulptör. 

## Utställningar
Vincenzo Cinque deltog i många utställningar, både i Italien och utomlands, särskilt mellan 1900 och 1929.
- Società Promoter di Belle Arti från Neapel, Neapel, 1910.
- Reale accademia di disegno, Accademia di belle arti di Napoli, 1929.
- Syndacato di belle arti della Campania, Neapel, 1929.

## Konstverk
- Lo Scugnizzo, brons
- Dambyst, brons
- Liggande naken kvinna, brons
- Fiskarpojken, brons